# Norderheistedt
Norderheistedt là một đô thị thuộc huyện Dithmarschen, trong bang Schleswig-Holstein, nước Đức. Đô thị Norderheistedt có diện tích 4,33 km², dân số thời điểm 31 tháng 12 năm 2006 là 155 người.